# 사와구치 아이카
사와구치 아이카(일본어: 沢口 愛華, 2003년 2월 24일~)는 일본의 그라비아 아이돌이자 배우, 아이돌이다.